# Selección de fútbol de Bangladés
La selección de fútbol de Bangladés (en bengalí বাংলাদেশ জাতীয় ফুটবল দল) es el equipo representativo del país en las competiciones oficiales. Su organización está a cargo de la Federación de Fútbol de Bangladés, perteneciente a la AFC.

## Estadísticas

### Copa Mundial de Fútbol
| Copa Mundial de Fútbol | Copa Mundial de Fútbol  | Copa Mundial de Fútbol  | Copa Mundial de Fútbol  | Copa Mundial de Fútbol  | Copa Mundial de Fútbol  | Copa Mundial de Fútbol  | Copa Mundial de Fútbol  |
| Año                    | Ronda                   | J                       | G                       | E                       | P                       | GF                      | GC                      |
| ---------------------- | ----------------------- | ----------------------- | ----------------------- | ----------------------- | ----------------------- | ----------------------- | ----------------------- |
| 1930 - 1970            | No existía la selección | No existía la selección | No existía la selección | No existía la selección | No existía la selección | No existía la selección | No existía la selección |
| 1974 - 1982            | No participó            | No participó            | No participó            | No participó            | No participó            | No participó            | No participó            |
| 1986                   | No clasificó            | No clasificó            | No clasificó            | No clasificó            | No clasificó            | No clasificó            | No clasificó            |
| 1990                   | No clasificó            | No clasificó            | No clasificó            | No clasificó            | No clasificó            | No clasificó            | No clasificó            |
| 1994                   | No clasificó            | No clasificó            | No clasificó            | No clasificó            | No clasificó            | No clasificó            | No clasificó            |
| 1998                   | No clasificó            | No clasificó            | No clasificó            | No clasificó            | No clasificó            | No clasificó            | No clasificó            |
| 2002                   | No clasificó            | No clasificó            | No clasificó            | No clasificó            | No clasificó            | No clasificó            | No clasificó            |
| 2006                   | No clasificó            | No clasificó            | No clasificó            | No clasificó            | No clasificó            | No clasificó            | No clasificó            |
| 2010                   | No clasificó            | No clasificó            | No clasificó            | No clasificó            | No clasificó            | No clasificó            | No clasificó            |
| 2014                   | No clasificó            | No clasificó            | No clasificó            | No clasificó            | No clasificó            | No clasificó            | No clasificó            |
| 2018                   | No clasificó            | No clasificó            | No clasificó            | No clasificó            | No clasificó            | No clasificó            | No clasificó            |
| 2022                   | No clasificó            | No clasificó            | No clasificó            | No clasificó            | No clasificó            | No clasificó            | No clasificó            |
| 2026                   | No clasificó            | No clasificó            | No clasificó            | No clasificó            | No clasificó            | No clasificó            | No clasificó            |
| Total                  | 0/23                    | -                       | -                       | -                       | -                       | -                       | -                       |

### Copa Asiática
| Copa Asiática | Copa Asiática           | Copa Asiática           | Copa Asiática           | Copa Asiática           | Copa Asiática           | Copa Asiática           | Copa Asiática           |
| Año           | Ronda                   | J                       | G                       | E                       | P                       | GF                      | GC                      |
| ------------- | ----------------------- | ----------------------- | ----------------------- | ----------------------- | ----------------------- | ----------------------- | ----------------------- |
| 1956 - 1972   | No existía la selección | No existía la selección | No existía la selección | No existía la selección | No existía la selección | No existía la selección | No existía la selección |
| 1976          | Se retiró               | Se retiró               | Se retiró               | Se retiró               | Se retiró               | Se retiró               | Se retiró               |
| 1980          | Fase de grupos          | 4                       | 0                       | 0                       | 4                       | 2                       | 17                      |
| 1984          | No clasificó            | No clasificó            | No clasificó            | No clasificó            | No clasificó            | No clasificó            | No clasificó            |
| 1988          | No clasificó            | No clasificó            | No clasificó            | No clasificó            | No clasificó            | No clasificó            | No clasificó            |
| 1992          | No clasificó            | No clasificó            | No clasificó            | No clasificó            | No clasificó            | No clasificó            | No clasificó            |
| 1996          | Se retiró               | Se retiró               | Se retiró               | Se retiró               | Se retiró               | Se retiró               | Se retiró               |
| 2000          | No clasificó            | No clasificó            | No clasificó            | No clasificó            | No clasificó            | No clasificó            | No clasificó            |
| 2004          | No clasificó            | No clasificó            | No clasificó            | No clasificó            | No clasificó            | No clasificó            | No clasificó            |
| 2007          | No clasificó            | No clasificó            | No clasificó            | No clasificó            | No clasificó            | No clasificó            | No clasificó            |
| 2011          | No clasificó            | No clasificó            | No clasificó            | No clasificó            | No clasificó            | No clasificó            | No clasificó            |
| 2015          | No clasificó            | No clasificó            | No clasificó            | No clasificó            | No clasificó            | No clasificó            | No clasificó            |
| 2019          | No clasificó            | No clasificó            | No clasificó            | No clasificó            | No clasificó            | No clasificó            | No clasificó            |
| 2023          | No clasificó            | No clasificó            | No clasificó            | No clasificó            | No clasificó            | No clasificó            | No clasificó            |
| Total         | 1/18                    | 4                       | 0                       | 0                       | 4                       | 2                       | 17                      |

## Torneos regionales

### Campeonato de la SAFF
| Campeonato de la SAFF | Campeonato de la SAFF | Campeonato de la SAFF | Campeonato de la SAFF | Campeonato de la SAFF | Campeonato de la SAFF | Campeonato de la SAFF | Campeonato de la SAFF |
| Año                   | Ronda                 | J                     | G                     | E                     | P                     | GF                    | GC                    |
| --------------------- | --------------------- | --------------------- | --------------------- | --------------------- | --------------------- | --------------------- | --------------------- |
| 1993                  | No participó          | No participó          | No participó          | No participó          | No participó          | No participó          | No participó          |
| 1995                  | Tercer lugar          | 3                     | 1                     | 1                     | 1                     | 2                     | 1                     |
| 1997                  | Fase de grupos        | 2                     | 0                     | 1                     | 1                     | 1                     | 4                     |
| 1999                  | Subcampeón            | 4                     | 2                     | 1                     | 1                     | 6                     | 3                     |
| 2003                  | Campeón               | 5                     | 4                     | 1                     | 0                     | 8                     | 2                     |
| 2005                  | Subcampeón            | 5                     | 3                     | 1                     | 1                     | 7                     | 3                     |
| 2008                  | Fase de grupos        | 3                     | 0                     | 2                     | 1                     | 3                     | 4                     |
| 2009                  | Semifinales           | 4                     | 2                     | 1                     | 1                     | 6                     | 3                     |
| 2011                  | Fase de grupos        | 3                     | 0                     | 1                     | 2                     | 1                     | 4                     |
| 2013                  | Fase de grupos        | 3                     | 0                     | 1                     | 2                     | 2                     | 5                     |
| 2015                  | Fase de grupos        | 3                     | 1                     | 0                     | 2                     | 4                     | 7                     |
| 2018                  | Fase de grupos        | 3                     | 2                     | 0                     | 1                     | 3                     | 2                     |
| 2021                  | Fase de grupos        | 4                     | 1                     | 2                     | 1                     | 3                     | 4                     |
| 2023                  | Semifinales           | 4                     | 2                     | 0                     | 2                     | 6                     | 5                     |
| Total                 | 13/14                 | 46                    | 18                    | 12                    | 16                    | 52                    | 47                    |

### Copa Desafío de la AFC
| Copa Desafío de la AFC | Copa Desafío de la AFC | Copa Desafío de la AFC | Copa Desafío de la AFC | Copa Desafío de la AFC | Copa Desafío de la AFC | Copa Desafío de la AFC | Copa Desafío de la AFC |
| Año                    | Ronda                  | J                      | G                      | E                      | P                      | GF                     | GC                     |
| ---------------------- | ---------------------- | ---------------------- | ---------------------- | ---------------------- | ---------------------- | ---------------------- | ---------------------- |
| 2006                   | Cuartos de final       | 4                      | 2                      | 1                      | 1                      | 7                      | 8                      |
| 2008                   | No clasificó           | No clasificó           | No clasificó           | No clasificó           | No clasificó           | No clasificó           | No clasificó           |
| 2010                   | Fase de grupos         | 3                      | 1                      | 0                      | 2                      | 3                      | 6                      |
| 2012                   | No clasificó           | No clasificó           | No clasificó           | No clasificó           | No clasificó           | No clasificó           | No clasificó           |
| 2014                   | No clasificó           | No clasificó           | No clasificó           | No clasificó           | No clasificó           | No clasificó           | No clasificó           |
| Total                  | 3/5                    | 7                      | 3                      | 1                      | 3                      | 10                     | 14                     |

### Copa Solidaridad de la AFC
| Copa Desafío de la AFC | Copa Desafío de la AFC | Copa Desafío de la AFC | Copa Desafío de la AFC | Copa Desafío de la AFC | Copa Desafío de la AFC | Copa Desafío de la AFC | Copa Desafío de la AFC |
| Año                    | Ronda                  | J                      | G                      | E                      | P                      | GF                     | GC                     |
| ---------------------- | ---------------------- | ---------------------- | ---------------------- | ---------------------- | ---------------------- | ---------------------- | ---------------------- |
| 2016                   | Se retiró              | Se retiró              | Se retiró              | Se retiró              | Se retiró              | Se retiró              | Se retiró              |
| Total                  | 0/1                    | -                      | -                      | -                      | -                      | -                      | -                      |

## Últimos partidos y próximos encuentros
Actualizado al último partido jugado el 10 de junio de 2025
| Fecha      | Ciudad   | Local     | Resultado | Visitante | Competición                      |
| ---------- | -------- | --------- | --------- | --------- | -------------------------------- |
| 16-11-2024 | Daca     | Bangladés | 2:1       | Maldivas  | Partido amistoso                 |
| 25-03-2025 | Shillong | India     | 0:0       | Bangladés | Clasificación Copa Asiática 2027 |
| 04-06-2025 | Daca     | Bangladés | 2:0       | Bután     | Partido amistoso                 |
| 10-06-2025 | Daca     | Bangladés | 1:2       | Singapur  | Clasificación Copa Asiática 2027 |
| 06-09-2025 | Katmandú | Nepal     | -:-       | Bangladés | Partido amistoso                 |
| 09-09-2025 | Katmandú | Nepal     | -:-       | Bangladés | Partido amistoso                 |
| 09-10-2025 | Daca     | Bangladés | -:-       | Hong Kong | Clasificación Copa Asiática 2027 |
| 14-10-2025 | Kowloon  | Hong Kong | -:-       | Bangladés | Clasificación Copa Asiática 2027 |
| 18-11-2025 | Daca     | Bangladés | -:-       | India     | Clasificación Copa Asiática 2027 |

## Entrenadores
- Shaheb Ali
- Abdur Rahim (1975)
- Warner Beckenhoft (1978–1981)[2]
- Gerhard Schmidt (1982)[2]
- Abdur Rahim (1985)
- Kazi Salahuddin (1985)
- Golam Sarwar Tipu (1986)
- Kazi Salahuddin (1988)
- Naser Hejazi (1989)[2]
- Sahid Uddin Ahmed Salim (1991)[3]
- Hamzah Hussain Wahid (1992, 1995)
- Kazi Salahuddin (1993)
- Oldrich Svab (1993)[2]
- Kang Man-young (1995)[2]
- Otto Pfister (1995–1997)[2]
- Samir Shakir (1998–1999)[2]
- Mark Harrison (2000)[4]
- György Kottán (2002–2003)[5][6]
- Golam Sarwar Tipu (2003)[7]
- Andrés Cruciani (2005–2006)[8][9][10]
- Syed Nayeemuddin (2007)[11][12]
- Abu Yusuf (2008)[13][14]
- Shafiqul Islam Manik (2008–2009)[15]
- Dido (2009)[16][17]
- Shahidur Rahman Shantoo (interino- 2009)[18]
- Zoran Đorđević (2010)[19][20]
- Saiful Bari Titu (2010)[21]
- Robert Rubčić (2010–2011)[22][23]
- Gjore Jovanovski (2011)[24][25]
- Nikola Ilievski (2011)[26][27]
- Lodewijk de Kruif (2013–2014)[28][29]
- Saiful Bari Titu (2014–2015)[29]
- Lodewijk de Kruif (2015)[30][31]
- Fabio Lopez (2015)[31][32]
- Maruful Haque (2015–2016)[32][33]
- Gonzalo Sánchez Moreno (2016)[34][35]
- Lodewijk de Kruif (2016)[35][36]
- Tom Saintfiet  (2016)[37]
- Andrew Ord (2017–2018)[38][39]
- Lodewijk de Kruif (2018)[40]
- Jamie Day (2018–2021)[41][42]
- Óscar Bruzón (interino- 2021)[42][43]
- Mário Lemos (interino- 2021)[43][44]
- Javier Cabrera (2022–presente)[1]

## Palmarés
- SAFF Championship (1): 2003

Finalista (2): 1999, 2005
- Juegos del Sur Asiático (2): 1999, 2010

Medalla de Plata (4): 1984, 1985, 1989, 1995
Medalla de Bronce (1): 1991
- Four-nation International Invitational Football Tournament Myanmar 1995 (1): 1995

## Jugadores

### Última convocatoria
| No. | Pos. | Jugador               | Fecha de nacimiento (edad)         | Apa. | Goles | Club                 |
| --- | ---- | --------------------- | ---------------------------------- | ---- | ----- | -------------------- |
| 1   | POR  | Anisur Rahman Zico    | 10 de agosto de 1997 (27 años)     | 20   | 0     | Bashundhara Kings    |
| 21  | POR  | Mohammed Nayeem       | 9 de marzo de 1996 (29 años)       | 0    | 0     | Sheikh Jamal DC      |
| 23  | POR  | Ashraful Islam Rana   | 1 de mayo de 1988 (37 años)        | 25   | 0     | Sheikh Russel KC     |
| 2   | DEF  | Rahmat Mia            | 8 de diciembre de 1999 (25 años)   | 27   | 0     | Sheikh Russel KC     |
| 3   | DEF  | Yeasin Arafat         | 5 de enero de 2003 (22 años)       | 18   | 1     | Bashundhara Kings    |
| 4   | DEF  | Raihan Hasan          | 10 de septiembre de 1994 (30 años) | 34   | 0     | Sheikh Jamal DC      |
| 5   | DEF  | Tutul Hossain Badsha  | 12 de agosto de 1999 (25 años)     | 23   | 0     | Dhaka Abahani        |
| 12  | DEF  | Bishwanath Ghosh      | 30 de mayo de 1999 (26 años)       | 26   | 0     | Bashundhara Kings    |
| 14  | DEF  | Riyadul Hasan Rafi    | 29 de diciembre de 1999 (25 años)  | 18   | 0     | Saif SC              |
| 18  | DEF  | Rimon Hossain         | 1 de julio de 2005 (20 años)       | 9    | 0     | Bashundhara Kings    |
| 22  | DEF  | Isa Faysal            | 20 de agosto de 1999 (25 años)     | 0    | 0     | Bangladesh Police FC |
| 6   | MED  | Jamal Bhuyan          | 10 de abril de 1990 (35 años)      | 66   | 1     | Sol de Mayo          |
| 8   | MED  | Biplu Ahmed           | 5 de mayo de 1999 (26 años)        | 34   | 3     | Bashundhara Kings    |
| 13  | MED  | Atiqur Rahman Fahad   | 15 de septiembre de 1995 (29 años) | 15   | 0     | Bashundhara Kings    |
| 16  | MED  | Papon Singh           | 31 de diciembre de 1999 (25 años)  | 2    | 0     | Uttar Baridhara Club |
| 17  | MED  | Sohel Rana            | 27 de marzo de 1995 (30 años)      | 52   | 0     | Bashundhara Kings    |
| 20  | MED  | Maraz Hossain Opi     | 10 de marzo de 2001 (24 años)      | 3    | 0     | Saif SC              |
| 7   | DEL  | Foysal Ahmed Fahim    | 24 de febrero de 2002 (23 años)    | 5    | 0     | Saif SC              |
| 9   | DEL  | Sazzad Hossain        | 18 de enero de 1995 (30 años)      | 4    | 0     | Saif SC              |
| 10  | DEL  | Mahbubur Rahman Sufil | 10 de septiembre de 1999 (25 años) | 31   | 5     | Bashundhara Kings    |
| 11  | DEL  | Rakib Hossain         | 20 de noviembre de 1998 (26 años)  | 22   | 0     | Dhaka Abahani        |
| 15  | DEL  | Jafar Iqbal           | 27 de septiembre de 1999 (25 años) | 9    | 1     | Mohammedan SC        |
| 19  | DEL  | Mohammad Ibrahim      | 7 de agosto de 1997 (27 años)      | 33   | 4     | Bashundhara Kings    |